# Lista de campeões do futebol da Bahia
A lista de campeões do futebol da Bahia abrange os clubes de futebol brasileiros que venceram competições futebolísticas promovidas pela Federação Bahiana de Futebol (FBF), órgão dirigente do futebol baiano.
Em formato de tabela, as competições incluídas nesta lista são os campeonatos baianos de futebol das três divisões masculinas adultas (primeira, segunda e terceira) e das divisões únicas dos masculinos de base (juniores, juvenil e infantil) e do feminino adulto, das copas Governador do Estado da Bahia, da Bahia, 2 de Julho de Futebol, Metropolitana e Salvador Cup, dos torneios Início da Bahia e Quadrangular de Salvador e da Taça Estado da Bahia.

## Campeões por ano
| Ano  | 1.ª Div.                 | 2.ª Div.                | 3.ª Div.   | Copa Gov.            | T. Início              | Copa                     | Taça                  | T. Quadr.             | Feminino          | Sub-20                 | Sub-17     | Sub-15  | Feminino Sub-17 | Copa 2J          | Copa Metrop.                | SSA Cup              |
| ---- | ------------------------ | ----------------------- | ---------- | -------------------- | ---------------------- | ------------------------ | --------------------- | --------------------- | ----------------- | ---------------------- | ---------- | ------- | --------------- | ---------------- | --------------------------- | -------------------- |
| 1905 | Internacional de Cricket | –                       | –          | –                    | –                      | –                        | –                     | –                     | –                 | –                      | –          | –       | –               | –                | –                           | –                    |
| 1906 | São Salvador             | –                       | –          | –                    | –                      | –                        | –                     | –                     | –                 | –                      | –          | –       | –               | –                | –                           | –                    |
| 1907 | São Salvador             | –                       | –          | –                    | –                      | –                        | –                     | –                     | –                 | –                      | –          | –       | –               | –                | –                           | –                    |
| 1908 | Vitória                  | –                       | –          | –                    | –                      | –                        | –                     | –                     | –                 | –                      | –          | –       | –               | –                | –                           | –                    |
| 1909 | Vitória                  | –                       | –          | –                    | –                      | –                        | –                     | –                     | –                 | –                      | –          | –       | –               | –                | –                           | –                    |
| 1910 | Santos Dumont            | –                       | –          | –                    | –                      | –                        | –                     | –                     | –                 | –                      | –          | –       | –               | –                | –                           | –                    |
| 1911 | Sport Bahia              | –                       | –          | –                    | –                      | –                        | –                     | –                     | –                 | –                      | –          | –       | –               | –                | –                           | –                    |
| 1912 | Atlético de Salvador     | –                       | –          | –                    | –                      | –                        | –                     | –                     | –                 | –                      | –          | –       | –               | –                | –                           | –                    |
| 1913 | Fluminense de Salvador   | –                       | –          | –                    | –                      | –                        | –                     | –                     | –                 | –                      | –          | –       | –               | –                | –                           | –                    |
| 1914 | Internacional-BA         | –                       | –          | –                    | –                      | –                        | –                     | –                     | –                 | –                      | –          | –       | –               | –                | –                           | –                    |
| 1915 | Fluminense de Salvador   | –                       | –          | –                    | –                      | –                        | –                     | –                     | –                 | –                      | –          | –       | –               | –                | –                           | –                    |
| 1916 | República                | –                       | –          | –                    | –                      | –                        | –                     | –                     | –                 | –                      | –          | –       | –               | –                | –                           | –                    |
| 1917 | Ypiranga                 | –                       | –          | –                    | –                      | –                        | –                     | –                     | –                 | –                      | –          | –       | –               | –                | –                           | –                    |
| 1918 | Ypiranga                 | –                       | –          | –                    | –                      | –                        | –                     | –                     | –                 | –                      | –          | –       | –               | –                | –                           | –                    |
| 1919 | Botafogo-BA              | –                       | –          | –                    | Ypiranga               | –                        | –                     | –                     | –                 | –                      | –          | –       | –               | –                | –                           | –                    |
| 1920 | Ypiranga                 | –                       | –          | –                    | Bahiano de Tênis       | –                        | –                     | –                     | –                 | –                      | –          | –       | –               | –                | –                           | –                    |
| 1921 | Ypiranga                 | –                       | –          | –                    | Yankee                 | –                        | –                     | –                     | –                 | –                      | –          | –       | –               | –                | –                           | –                    |
| 1922 | Botafogo-BA              | Auto Bahia              | –          | –                    | Ypiranga               | –                        | –                     | –                     | –                 | –                      | –          | –       | –               | –                | –                           | –                    |
| 1923 | Botafogo-BA              | Yankee                  | –          | –                    | Bahiano de Tênis       | –                        | –                     | –                     | –                 | –                      | –          | –       | –               | –                | –                           | –                    |
| 1924 | AAB                      | –                       | –          | –                    | Botafogo-BA            | –                        | –                     | –                     | –                 | –                      | –          | –       | –               | –                | –                           | –                    |
| 1925 | Ypiranga                 | –                       | –          | –                    | Botafogo-BA            | –                        | –                     | –                     | –                 | –                      | –          | –       | –               | –                | –                           | –                    |
| 1926 | Botafogo-BA              | –                       | –          | –                    | Vitória                | –                        | –                     | –                     | –                 | –                      | –          | –       | –               | –                | –                           | –                    |
| 1927 | Bahiano de Tênis         | –                       | –          | –                    | Bahiano de Tênis       | –                        | –                     | –                     | –                 | Ypiranga               | –          | –       | –               | –                | –                           | –                    |
| 1928 | Ypiranga                 | –                       | –          | –                    | ABB                    | –                        | –                     | –                     | –                 | Ypiranga               | –          | –       | –               | –                | –                           | –                    |
| 1929 | Ypiranga                 | –                       | –          | –                    | Ypiranga               | –                        | –                     | –                     | –                 | Ypiranga               | –          | –       | –               | –                | –                           | –                    |
| 1930 | Botafogo-BA              | –                       | –          | –                    | Fluminense de Salvador | –                        | –                     | –                     | –                 | Ypiranga               | –          | –       | –               | –                | –                           | –                    |
| 1931 | Bahia                    | –                       | –          | –                    | Bahia                  | –                        | –                     | –                     | –                 | –                      | –          | –       | –               | –                | –                           | –                    |
| 1932 | Ypiranga                 | –                       | –          | –                    | Bahia                  | –                        | –                     | –                     | –                 | –                      | –          | –       | –               | –                | –                           | –                    |
| 1933 | Bahia                    | –                       | –          | –                    | Ypiranga               | –                        | –                     | –                     | –                 | –                      | –          | –       | –               | –                | –                           | –                    |
| 1934 | Bahia                    | –                       | –          | –                    | Bahia                  | –                        | –                     | –                     | –                 | –                      | –          | –       | –               | –                | –                           | –                    |
| 1935 | Botafogo-BA              | São Pedro               | –          | –                    | Galícia                | –                        | –                     | –                     | –                 | –                      | –          | –       | –               | –                | –                           | –                    |
| 1936 | Bahia                    | Energia Circular        | –          | –                    | Galícia                | –                        | –                     | –                     | –                 | –                      | –          | –       | –               | –                | –                           | –                    |
| 1937 | Galícia                  | Energia Circular        | –          | –                    | Bahia                  | –                        | –                     | –                     | –                 | –                      | –          | –       | –               | –                | –                           | –                    |
| 1938 | Bahia Botafogo-BA        | –                       | –          | –                    | Bahia                  | –                        | –                     | –                     | –                 | –                      | –          | –       | –               | –                | –                           | –                    |
| 1939 | Ypiranga                 | Guarany-BA              | –          | –                    | Galícia                | –                        | –                     | –                     | –                 | –                      | –          | –       | –               | –                | –                           | –                    |
| 1940 | Bahia                    | Energia Circular        | –          | –                    | Botafogo-BA            | –                        | –                     | –                     | –                 | –                      | –          | –       | –               | –                | –                           | –                    |
| 1941 | Galícia                  | Bragança                | –          | –                    | Vitória                | –                        | –                     | –                     | –                 | –                      | –          | –       | –               | –                | –                           | –                    |
| 1942 | Galícia                  | –                       | –          | –                    | Vitória                | –                        | –                     | –                     | –                 | –                      | –          | –       | –               | –                | –                           | –                    |
| 1943 | Galícia                  | –                       | –          | –                    | Vitória                | –                        | –                     | –                     | –                 | –                      | –          | –       | –               | –                | –                           | –                    |
| 1944 | Bahia                    | –                       | –          | –                    | Vitória                | –                        | –                     | –                     | –                 | –                      | –          | –       | –               | –                | –                           | –                    |
| 1945 | Bahia                    | –                       | –          | –                    | Galícia                | –                        | –                     | –                     | –                 | –                      | –          | –       | –               | –                | –                           | –                    |
| 1946 | Guarany-BA               | –                       | –          | –                    | Galícia                | –                        | –                     | –                     | –                 | –                      | –          | –       | –               | –                | –                           | –                    |
| 1947 | Bahia                    | –                       | –          | –                    | Ypiranga               | –                        | –                     | –                     | –                 | –                      | –          | –       | –               | –                | –                           | –                    |
| 1948 | Bahia                    | –                       | –          | –                    | Botafogo-BA            | –                        | –                     | Galícia               | –                 | –                      | –          | –       | –               | –                | –                           | –                    |
| 1949 | Bahia                    | –                       | –          | –                    | Vitória                | –                        | –                     | –                     | –                 | –                      | –          | –       | –               | –                | –                           | –                    |
| 1950 | Bahia                    | –                       | –          | –                    | Galícia                | –                        | –                     | Bahia                 | –                 | –                      | –          | –       | –               | –                | –                           | –                    |
| 1951 | Ypiranga                 | –                       | –          | –                    | Bahia                  | –                        | –                     | Portuguesa Villa Nova | –                 | –                      | –          | –       | –               | –                | –                           | –                    |
| 1952 | Bahia                    | –                       | –          | –                    | Botafogo-BA            | –                        | –                     | Bahia                 | –                 | –                      | –          | –       | –               | –                | –                           | –                    |
| 1953 | Vitória                  | –                       | –          | –                    | Vitória                | –                        | –                     | Bahia                 | –                 | –                      | –          | –       | –               | –                | –                           | –                    |
| 1954 | Bahia                    | –                       | –          | –                    | Galícia                | –                        | –                     | Bahia Vitória         | –                 | –                      | –          | –       | –               | –                | –                           | –                    |
| 1955 | Vitória                  | –                       | –          | –                    | Vitória                | –                        | –                     | –                     | –                 | –                      | –          | –       | –               | –                | –                           | –                    |
| 1956 | Bahia                    | –                       | –          | –                    | Ypiranga               | –                        | –                     | –                     | –                 | –                      | –          | –       | –               | –                | –                           | –                    |
| 1957 | Vitória                  | –                       | –          | –                    | Galícia                | –                        | –                     | –                     | –                 | –                      | –          | –       | –               | –                | –                           | –                    |
| 1958 | Bahia                    | –                       | –          | –                    | Vitória                | –                        | –                     | –                     | –                 | –                      | –          | –       | –               | –                | –                           | –                    |
| 1959 | Bahia                    | –                       | –          | –                    | Galícia                | –                        | –                     | Bonsucesso            | –                 | –                      | –          | –       | –               | –                | –                           | –                    |
| 1960 | Bahia                    | –                       | –          | –                    | Ypiranga               | –                        | –                     | Bahia                 | –                 | –                      | –          | –       | –               | –                | –                           | –                    |
| 1961 | Bahia                    | –                       | –          | –                    | Vitória                | –                        | –                     | Bahia                 | –                 | –                      | –          | –       | –               | –                | –                           | –                    |
| 1962 | Bahia                    | –                       | –          | –                    | Botafogo-BA            | –                        | –                     | –                     | –                 | –                      | –          | –       | –               | –                | –                           | –                    |
| 1963 | Fluminense de Feira      | –                       | –          | –                    | Ypiranga               | –                        | –                     | –                     | –                 | –                      | –          | –       | –               | –                | –                           | –                    |
| 1964 | Vitória                  | –                       | –          | –                    | Bahia                  | –                        | –                     | Leônico               | –                 | –                      | –          | –       | –               | –                | –                           | –                    |
| 1965 | Vitória                  | Redenção                | –          | –                    | Leônico                | –                        | –                     | –                     | –                 | –                      | Bahia      | –       | –               | –                | –                           | –                    |
| 1966 | Leônico                  | –                       | –          | –                    | São Cristóvão          | –                        | –                     | –                     | –                 | –                      | –          | –       | –               | –                | –                           | –                    |
| 1967 | Bahia                    | Inter de São Francisco  | –          | –                    | Bahia                  | –                        | –                     | Remo Vitória          | –                 | –                      | –          | –       | –               | –                | –                           | –                    |
| 1968 | Galícia                  | Redenção                | –          | –                    | –                      | –                        | –                     | –                     | –                 | –                      | –          | –       | –               | –                | –                           | –                    |
| 1969 | Fluminense de Feira      | SMTC                    | –          | –                    | –                      | –                        | –                     | –                     | –                 | –                      | –          | –       | –               | –                | –                           | –                    |
| 1970 | Bahia                    | –                       | –          | –                    | –                      | –                        | –                     | –                     | –                 | –                      | –          | –       | –               | –                | –                           | –                    |
| 1971 | Bahia                    | Palestra                | –          | –                    | –                      | –                        | –                     | Fluminense            | –                 | –                      | –          | –       | –               | –                | –                           | –                    |
| 1972 | Vitória                  | –                       | –          | –                    | –                      | –                        | –                     | –                     | –                 | –                      | –          | –       | –               | –                | –                           | –                    |
| 1973 | Bahia                    | –                       | –          | –                    | –                      | –                        | –                     | –                     | –                 | –                      | –          | –       | –               | –                | –                           | –                    |
| 1974 | Bahia                    | –                       | –          | –                    | –                      | –                        | –                     | –                     | –                 | –                      | –          | –       | –               | –                | –                           | –                    |
| 1975 | Bahia                    | Redenção                | –          | –                    | Leônico                | –                        | –                     | –                     | –                 | –                      | –          | –       | –               | –                | –                           | –                    |
| 1976 | Bahia                    | –                       | –          | –                    | –                      | –                        | –                     | –                     | –                 | –                      | –          | –       | –               | –                | –                           | –                    |
| 1977 | Bahia                    | ABB                     | –          | –                    | –                      | –                        | –                     | –                     | –                 | –                      | –          | –       | –               | –                | –                           | –                    |
| 1978 | Bahia                    | –                       | –          | –                    | Leônico                | –                        | –                     | –                     | –                 | –                      | –          | –       | –               | –                | –                           | –                    |
| 1979 | Bahia                    | –                       | –          | –                    | Bahia                  | –                        | –                     | –                     | –                 | –                      | –          | –       | –               | –                | –                           | –                    |
| 1980 | Vitória                  | –                       | –          | –                    | Vitória                | –                        | –                     | –                     | –                 | Vitória                | –          | –       | –               | –                | –                           | –                    |
| 1981 | Bahia                    | Botafogo de Santo Amaro | –          | –                    | –                      | –                        | –                     | –                     | –                 | Vitória                | –          | –       | –               | –                | –                           | –                    |
| 1982 | Bahia                    | Bahia de Feira          | –          | –                    | –                      | –                        | –                     | –                     | –                 | Atlético de Alagoinhas | –          | –       | –               | –                | –                           | –                    |
| 1983 | Bahia                    | Ypiranga                | –          | –                    | –                      | –                        | –                     | –                     | –                 | –                      | –          | –       | –               | –                | –                           | –                    |
| 1984 | Bahia                    | ABB                     | –          | –                    | –                      | –                        | –                     | –                     | Bahiano de Tênis  | –                      | –          | –       | –               | –                | –                           | –                    |
| 1985 | Vitória                  | Galícia                 | –          | –                    | –                      | –                        | –                     | –                     | Bahiano de Tênis  | Bahia                  | –          | –       | –               | –                | –                           | –                    |
| 1986 | Bahia                    | Bahia de Feira          | –          | –                    | –                      | –                        | –                     | –                     | Flamengo de Feira | Bahia                  | –          | –       | –               | –                | –                           | –                    |
| 1987 | Bahia                    | Doce Mel                | –          | –                    | –                      | –                        | –                     | –                     | Flamengo de Feira | Bahia                  | –          | –       | –               | –                | –                           | –                    |
| 1988 | Bahia                    | Galícia                 | –          | –                    | –                      | –                        | –                     | –                     | Flamengo de Feira | Bahia                  | –          | –       | –               | –                | –                           | –                    |
| 1989 | Vitória                  | Jacuipense              | –          | –                    | –                      | –                        | –                     | –                     | Bahia             | Bahia                  | –          | –       | –               | –                | –                           | –                    |
| 1990 | Vitória                  | Ypiranga                | –          | –                    | –                      | –                        | –                     | –                     | Bahia             | Bahia                  | –          | –       | –               | –                | –                           | –                    |
| 1991 | Bahia                    | Camaçari                | –          | –                    | –                      | –                        | –                     | –                     | Bahia             | Bahia                  | –          | –       | –               | –                | –                           | –                    |
| 1992 | Vitória                  | Jequié                  | –          | –                    | –                      | –                        | –                     | –                     | –                 | Bahia                  | –          | –       | –               | –                | –                           | –                    |
| 1993 | Bahia                    | Poções                  | –          | –                    | –                      | –                        | –                     | –                     | Euroexport        | Bahia                  | Vitória    | –       | –               | –                | –                           | –                    |
| 1994 | Bahia                    | Conquista               | –          | –                    | –                      | –                        | –                     | –                     | Euroexport        | Vitória                | Vitória    | Vitória | –               | –                | –                           | –                    |
| 1995 | Vitória                  | AA São Francisco        | –          | –                    | –                      | –                        | –                     | –                     | Euroexport        | Vitória                | Vitória    | Vitória | –               | –                | –                           | –                    |
| 1996 | Vitória                  | Juazeiro                | –          | –                    | –                      | –                        | –                     | –                     | –                 | –                      | Vitória    | Vitória | –               | –                | –                           | –                    |
| 1997 | Bahia                    | Camaçari                | –          | –                    | –                      | Vasco SSP                | –                     | –                     | –                 | –                      | Vitória    | Bahia   | –               | –                | –                           | –                    |
| 1998 | Bahia                    | Cruzeiro-BA             | –          | –                    | –                      | Senzala                  | Fluminense de Feira   | –                     | Flamengo de Feira | Vitória                | Vitória    | Vitória | –               | –                | –                           | –                    |
| 1999 | Bahia Vitória            | Colo Colo               | –          | –                    | –                      | Ypiranga de Valença      | Camaçari              | –                     | Galícia           | Vitória                | Vitória    | Vitória | –               | –                | –                           | –                    |
| 2000 | Vitória                  | Barreiras               | Itapetinga | –                    | –                      | Clube Atlético Coiteense | Bahia                 | –                     | Flamengo de Feira | Vitória                | Vitória    | Vitória | –               | –                | –                           | –                    |
| 2001 | Bahia                    | Palmeiras do Nordeste   | –          | –                    | –                      | Comercial-BA             | Catuense              | –                     | São Francisco EC  | Bahia                  | Vitória    | Vitória | –               | –                | –                           | –                    |
| 2002 | Vitória                  | Itabuna                 | –          | –                    | –                      | Flamengo de Itajuípe     | Bahia                 | –                     | São Francisco EC  | Vitória                | Vitória    | Vitória | –               | –                | –                           | –                    |
| 2003 | Vitória                  | Camaçariense            | –          | –                    | –                      | Nazaré                   | Palmeiras do Nordeste | –                     | São Francisco EC  | Bahia                  | Bahia      | Vitória | –               | –                | –                           | –                    |
| 2004 | Vitória                  | Ipitanga                | –          | –                    | –                      | São José-BA              | Vitória               | –                     | São Francisco EC  | Bahia                  | Vitória    | Vitória | –               | –                | –                           | –                    |
| 2005 | Vitória                  | –                       | –          | –                    | –                      | Senzala                  | Vitória               | –                     | São Francisco EC  | Bahia                  | Bahia      | Bahia   | –               | –                | –                           | –                    |
| 2006 | Colo Colo                | Vitória da Conquista    | –          | –                    | –                      | Fluminense de Valença    | Vitória               | –                     | São Francisco EC  | Vitória                | Vitória    | Vitória | –               | –                | –                           | –                    |
| 2007 | Vitória                  | Feirense                | –          | –                    | –                      | Avenida-BA               | Bahia                 | –                     | –                 | Bahia                  | Vitória    | Vitória | –               | Internacional    | –                           | –                    |
| 2008 | Vitória                  | Madre de Deus           | –          | –                    | –                      | Ilhota                   | –                     | –                     | São Francisco EC  | Vitória                | Vitória    | Vitória | –               | Internacional    | –                           | –                    |
| 2009 | Vitória                  | Bahia de Feira          | –          | Fluminense de Feira  | –                      | –                        | –                     | –                     | São Francisco EC  | Vitória                | Vitória    | Bahia   | –               | Brasil           | –                           | –                    |
| 2010 | Vitória                  | Juazeiro                | –          | Vitória da Conquista | –                      | –                        | –                     | –                     | São Francisco EC  | Bahia                  | Bahia      | Vitória | –               | Brasil           | Sel. São Francisco do Conde | –                    |
| 2011 | Bahia de Feira           | Juazeirense             | –          | Vitória da Conquista | Bahia de Feira         | –                        | –                     | –                     | São Francisco EC  | Vitória                | Vitória    | Vitória | –               | São Paulo        | Vitória                     | –                    |
| 2012 | Bahia                    | Botafogo-BA             | Astro      | Vitória da Conquista | –                      | –                        | –                     | –                     | São Francisco EC  | Vitória                | Bahia      | Bahia   | –               | Vitória          | Bahia                       | –                    |
| 2013 | Vitória                  | Galícia                 | –          | Bahia de Feira       | –                      | –                        | –                     | –                     | São Francisco EC  | Vitória                | Vitória    | Bahia   | –               | Brasil           | Vitória                     | –                    |
| 2014 | Bahia                    | Colo Colo               | –          | Vitória da Conquista | –                      | –                        | –                     | –                     | São Francisco EC  | Bahia                  | Bahia      | Bahia   | –               | –                | –                           | Vitória              |
| 2015 | Bahia                    | Flamengo de Guanambi    | –          | Fluminense de Feira  | –                      | –                        | –                     | –                     | São Francisco EC  | Vitória                | Vitória    | Vitória | –               | Bahia            | Bahia                       | Cruzeiro             |
| 2016 | Vitória                  | Atlântico               | –          | Vitória da Conquista | –                      | –                        | –                     | –                     | Vitória           | Bahia                  | Bahia      | Bahia   | –               | Flamengo         | Vitória                     | São Paulo            |
| 2017 | Vitória                  | Jequié                  | –          | –                    | –                      | –                        | –                     | –                     | Lusaca            | Vitória                | Vitória    | Vitória | –               | –                | Bahia                       | São Paulo            |
| 2018 | Bahia                    | Atlético de Alagoinhas  | –          | –                    | –                      | –                        | –                     | –                     | Vitória           | Bahia                  | Vitória    | Bahia   | –               | Sport            | Bahia                       | Cruzeiro             |
| 2019 | Bahia                    | Doce Mel                | –          | –                    | –                      | –                        | –                     | –                     | Bahia             | Bahia                  | Jacuipense | Bahia   | –               | Palmeiras        | Bahia                       | Athletico Paranaense |
| 2020 | Bahia                    | UNIRB                   | –          | –                    | –                      | –                        | –                     | –                     | –                 | –                      | –          | –       | –               | –                | –                           | –                    |
| 2021 | Atlético de Alagoinhas   | Barcelona de Ilhéus     | –          | –                    | –                      | –                        | –                     | –                     | Bahia             | Bahia                  | Bahia      | Vitória | –               | –                | –                           | –                    |
| 2022 | Atlético de Alagoinhas   | Itabuna                 | –          | –                    | –                      | –                        | –                     | –                     | Bahia             | Bahia                  | Vitória    | Bahia   | –               | Bahia            | –                           | –                    |
| 2023 | Bahia                    | Jequié                  | –          | –                    | –                      | –                        | –                     | –                     | Bahia             | Bahia                  | Vitória    | Bahia   | –               | Atlético Mineiro | Bahia                       |                      |
| 2024 | Vitória                  | Colo Colo               | –          | –                    | –                      | –                        | –                     | –                     | Bahia             | Bahia                  | Bahia      | Bahia   | Vitória         | Goiás            | Bahia                       | –                    |
| 2025 | Bahia                    | Bahia de Feira          | –          | –                    | –                      | –                        | –                     | –                     |                   |                        |            |         |                 | Brasil           |                             | –                    |

## Campeões por competição
Os dados desta tabela foram atualizados em 28 de julho de 2025.
| Clube                        | 1.ª Div. | 2.ª Div. | 3.ª Div. | Copa Gov. | T. Início | Copa | Taça | T. Quadr. | Feminino | Sub-20 | Sub-17 | Sub-15 | Feminino Sub-17 | Copa 2J | Copa Metrop. | SSA Cup | Total |
| ---------------------------- | -------- | -------- | -------- | --------- | --------- | ---- | ---- | --------- | -------- | ------ | ------ | ------ | --------------- | ------- | ------------ | ------- | ----- |
| Bahia                        | 51       | –        | –        | –         | 9         | –    | 3    | 7         | 8        | 23     | 9      | 12     | –               | 2       | 7            | –       | 131   |
| Vitória                      | 30       | –        | –        | –         | 11        | –    | 3    | 2         | 2        | 16     | 22     | 18     | 1               | 1       | 3            | 1       | 110   |
| Ypiranga                     | 10       | 2        | –        | –         | 8         | –    | –    | –         | –        | 4      | –      | –      | –               | –       | –            | –       | 24    |
| Galícia                      | 5        | 3        | –        | –         | 9         | –    | –    | 1         | 1        | –      | –      | –      | –               | –       | –            | –       | 19    |
| Botafogo-BA                  | 7        | 1        | –        | –         | 6         | –    | –    | –         | –        | –      | –      | –      | –               | –       | –            | –       | 14    |
| São Francisco EC             | –        | –        | –        | –         | –         | –    | –    | –         | 14       | –      | –      | –      | –               | –       | –            | –       | 14    |
| Bahia de Feira               | 1        | 4        | –        | 1         | 1         | –    | –    | –         | –        | –      | –      | –      | –               | –       | –            | –       | 7     |
| Bahiano de Tênis             | 1        | –        | –        | –         | 3         | –    | –    | –         | 2        | –      | –      | –      | –               | –       | –            | –       | 6     |
| Vitória da Conquista         | –        | 1        | –        | 5         | –         | –    | –    | –         | –        | –      | –      | –      | –               | –       | –            | –       | 6     |
| Fluminense de Feira          | 2        | –        | –        | 2         | –         | –    | 1    | –         | –        | –      | –      | –      | –               | –       | –            | –       | 5     |
| Leônico                      | 1        | –        | –        | –         | 3         | –    | –    | 1         | –        | –      | –      | –      | –               | –       | –            | –       | 5     |
| Flamengo de Feira            | –        | –        | –        | –         | –         | –    | –    | –         | 5        | –      | –      | –      | –               | –       | –            | –       | 5     |
| Atlético de Alagoinhas       | 2        | 1        | –        | –         | –         | –    | –    | –         | –        | 1      | –      | –      | –               | –       | –            | –       | 4     |
| Colo Colo                    | 1        | 3        | –        | –         | –         | –    | –    | –         | –        | –      | –      | –      | –               | –       | –            | –       | 4     |
| ABB                          | 1        | 2        | –        | –         | 1         | –    | –    | –         | –        | –      | –      | –      | –               | –       | –            | –       | 4     |
| Brasil                       | –        | –        | –        | –         | –         | –    | –    | –         | –        | –      | –      | –      | –               | 4       | –            | –       | 4     |
| AAB                          | 2        | –        | –        | –         | 1         | –    | –    | –         | –        | –      | –      | –      | –               | –       | –            | –       | 3     |
| Fluminense de Salvador       | 2        | –        | –        | –         | 1         | –    | –    | –         | –        | –      | –      | –      | –               | –       | –            | –       | 3     |
| Energia Circular             | –        | 3        | –        | –         | –         | –    | –    | –         | –        | –      | –      | –      | –               | –       | –            | –       | 3     |
| Redenção                     | –        | 3        | –        | –         | –         | –    | –    | –         | –        | –      | –      | –      | –               | –       | –            | –       | 3     |
| Jequié                       | –        | 3        | –        | –         | –         | –    | –    | –         | –        | –      | –      | –      | –               | –       | –            | –       | 3     |
| Camaçari                     | –        | 2        | –        | –         | –         | –    | 1    | –         | –        | –      | –      | –      | –               | –       | –            | –       | 3     |
| Euroexport                   | –        | –        | –        | –         | –         | –    | –    | –         | 3        | –      | –      | –      | –               | –       | –            | –       | 3     |
| São Paulo                    | –        | –        | –        | –         | –         | –    | –    | –         | –        | –      | –      | –      | –               | 1       | –            | 2       | 3     |
| São Salvador                 | 2        | –        | –        | –         | –         | –    | –    | –         | –        | –      | –      | –      | –               | –       | –            | –       | 2     |
| Juazeiro                     | –        | 2        | –        | –         | –         | –    | –    | –         | –        | –      | –      | –      | –               | –       | –            | –       | 2     |
| Doce Mel                     | –        | 2        | –        | –         | –         | –    | –    | –         | –        | –      | –      | –      | –               | –       | –            | –       | 2     |
| Itabuna                      | –        | 2        | –        | –         | –         | –    | –    | –         | –        | –      | –      | –      | –               | –       | –            | –       | 2     |
| Palmeiras do Nordeste        | –        | 1        | –        | –         | –         | –    | 1    | –         | –        | –      | –      | –      | –               | –       | –            | –       | 2     |
| Jacuipense                   | –        | 1        | –        | –         | –         | –    | –    | –         | –        | –      | 1      | –      | –               | –       | –            | –       | 2     |
| Senzala                      | –        | –        | –        | –         | –         | 2    | –    | –         | –        | –      | –      | –      | –               | –       | –            | –       | 2     |
| Internacional                | –        | –        | –        | –         | –         | –    | –    | –         | –        | –      | –      | –      | –               | 2       | –            | –       | 2     |
| Cruzeiro                     | –        | –        | –        | –         | –         | –    | –    | –         | –        | –      | –      | –      | –               | –       | –            | 2       | 2     |
| Santos Dumont                | 1        | –        | –        | –         | –         | –    | –    | –         | –        | –      | –      | –      | –               | –       | –            | –       | 1     |
| Internacional-BA             | 1        | –        | –        | –         | –         | –    | –    | –         | –        | –      | –      | –      | –               | –       | –            | –       | 1     |
| Atlético de Salvador         | 1        | –        | –        | –         | –         | –    | –    | –         | –        | –      | –      | –      | –               | –       | –            | –       | 1     |
| Guarany-BA                   | 1        | –        | –        | –         | –         | –    | –    | –         | –        | –      | –      | –      | –               | –       | –            | –       | 1     |
| Internacional de Cricket     | 1        | –        | –        | –         | –         | –    | –    | –         | –        | –      | –      | –      | –               | –       | –            | –       | 1     |
| República                    | 1        | –        | –        | –         | –         | –    | –    | –         | –        | –      | –      | –      | –               | –       | –            | –       | 1     |
| Sport Bahia                  | 1        | –        | –        | –         | –         | –    | –    | –         | –        | –      | –      | –      | –               | –       | –            | –       | 1     |
| Palmeiras                    | 1        | –        | –        | –         | –         | –    | –    | –         | –        | –      | –      | –      | –               | –       | –            | –       | 1     |
| Auto Bahia                   | –        | 1        | –        | –         | –         | –    | –    | –         | –        | –      | –      | –      | –               | –       | –            | –       | 1     |
| São Pedro                    | –        | 1        | –        | –         | –         | –    | –    | –         | –        | –      | –      | –      | –               | –       | –            | –       | 1     |
| Bragança                     | –        | 1        | –        | –         | –         | –    | –    | –         | –        | –      | –      | –      | –               | –       | –            | –       | 1     |
| Inter de São Francisco       | –        | 1        | –        | –         | –         | –    | –    | –         | –        | –      | –      | –      | –               | –       | –            | –       | 1     |
| SMTC                         | –        | 1        | –        | –         | –         | –    | –    | –         | –        | –      | –      | –      | –               | –       | –            | –       | 1     |
| Palestra                     | –        | 1        | –        | –         | –         | –    | –    | –         | –        | –      | –      | –      | –               | –       | –            | –       | 1     |
| Botafogo de Santo Amaro      | –        | 1        | –        | –         | –         | –    | –    | –         | –        | –      | –      | –      | –               | –       | –            | –       | 1     |
| Poções                       | –        | 1        | –        | –         | –         | –    | –    | –         | –        | –      | –      | –      | –               | –       | –            | –       | 1     |
| Conquista                    | –        | 1        | –        | –         | –         | –    | –    | –         | –        | –      | –      | –      | –               | –       | –            | –       | 1     |
| AA São Francisco             | –        | 1        | –        | –         | –         | –    | –    | –         | –        | –      | –      | –      | –               | –       | –            | –       | 1     |
| Cruzeiro-BA                  | –        | 1        | –        | –         | –         | –    | –    | –         | –        | –      | –      | –      | –               | –       | –            | –       | 1     |
| Barreiras                    | –        | 1        | –        | –         | –         | –    | –    | –         | –        | –      | –      | –      | –               | –       | –            | –       | 1     |
| Camaçariense                 | –        | 1        | –        | –         | –         | –    | –    | –         | –        | –      | –      | –      | –               | –       | –            | –       | 1     |
| Ipitanga                     | –        | 1        | –        | –         | –         | –    | –    | –         | –        | –      | –      | –      | –               | –       | –            | –       | 1     |
| Feirense                     | –        | 1        | –        | –         | –         | –    | –    | –         | –        | –      | –      | –      | –               | –       | –            | –       | 1     |
| Madre de Deus                | –        | 1        | –        | –         | –         | –    | –    | –         | –        | –      | –      | –      | –               | –       | –            | –       | 1     |
| Juazeirense                  | –        | 1        | –        | –         | –         | –    | –    | –         | –        | –      | –      | –      | –               | –       | –            | –       | 1     |
| Flamengo de Guanambi         | –        | 1        | –        | –         | –         | –    | –    | –         | –        | –      | –      | –      | –               | –       | –            | –       | 1     |
| Atlântico                    | –        | 1        | –        | –         | –         | –    | –    | –         | –        | –      | –      | –      | –               | –       | –            | –       | 1     |
| UNIRB                        | –        | 1        | –        | –         | –         | –    | –    | –         | –        | –      | –      | –      | –               | –       | –            | –       | 1     |
| Barcelona de Ilhéus          | –        | 1        | –        | –         | –         | –    | –    | –         | –        | –      | –      | –      | –               | –       | –            | –       | 1     |
| Itapetinga                   | –        | –        | 1        | –         | –         | –    | –    | –         | –        | –      | –      | –      | –               | –       | –            | –       | 1     |
| Astro                        | –        | –        | 1        | –         | –         | –    | –    | –         | –        | –      | –      | –      | –               | –       | –            | –       | 1     |
| São Cristóvão                | –        | –        | –        | –         | 1         | –    | –    | –         | –        | –      | –      | –      | –               | –       | –            | –       | 1     |
| Yankee                       | –        | –        | –        | –         | 1         | –    | –    | –         | –        | –      | –      | –      | –               | –       | –            | –       | 1     |
| Vasco SSP                    | –        | –        | –        | –         | –         | 1    | –    | –         | –        | –      | –      | –      | –               | –       | –            | –       | 1     |
| Ypiranga de Valença          | –        | –        | –        | –         | –         | 1    | –    | –         | –        | –      | –      | –      | –               | –       | –            | –       | 1     |
| Clube Atlético Coiteense     | –        | –        | –        | –         | –         | 1    | –    | –         | –        | –      | –      | –      | –               | –       | –            | –       | 1     |
| Comercial-BA                 | –        | –        | –        | –         | –         | 1    | –    | –         | –        | –      | –      | –      | –               | –       | –            | –       | 1     |
| Flamengo de Itajuípe         | –        | –        | –        | –         | –         | 1    | –    | –         | –        | –      | –      | –      | –               | –       | –            | –       | 1     |
| Associação Desportiva Nazaré | –        | –        | –        | –         | –         | 1    | –    | –         | –        | –      | –      | –      | –               | –       | –            | –       | 1     |
| São José-BA                  | –        | –        | –        | –         | –         | 1    | –    | –         | –        | –      | –      | –      | –               | –       | –            | –       | 1     |
| Fluminense de Valença        | –        | –        | –        | –         | –         | 1    | –    | –         | –        | –      | –      | –      | –               | –       | –            | –       | 1     |
| Avenida-BA                   | –        | –        | –        | –         | –         | 1    | –    | –         | –        | –      | –      | –      | –               | –       | –            | –       | 1     |
| Ilhota                       | –        | –        | –        | –         | –         | 1    | –    | –         | –        | –      | –      | –      | –               | –       | –            | –       | 1     |
| Catuense                     | –        | –        | –        | –         | –         | –    | 1    | –         | –        | –      | –      | –      | –               | –       | –            | –       | 1     |
| Portuguesa                   | –        | –        | –        | –         | –         | –    | –    | 1         | –        | –      | –      | –      | –               | –       | –            | –       | 1     |
| Villa Nova                   | –        | –        | –        | –         | –         | –    | –    | 1         | –        | –      | –      | –      | –               | –       | –            | –       | 1     |
| Bonsucesso                   | –        | –        | –        | –         | –         | –    | –    | 1         | –        | –      | –      | –      | –               | –       | –            | –       | 1     |
| Remo                         | –        | –        | –        | –         | –         | –    | –    | 1         | –        | –      | –      | –      | –               | –       | –            | –       | 1     |
| Fluminense                   | –        | –        | –        | –         | –         | –    | –    | 1         | –        | –      | –      | –      | –               | –       | –            | –       | 1     |
| Lusaca                       | –        | –        | –        | –         | –         | –    | –    | –         | 1        | –      | –      | –      | –               | –       | –            | –       | 1     |
| Flamengo                     | –        | –        | –        | –         | –         | –    | –    | –         | –        | –      | –      | –      | –               | 1       | –            | –       | 1     |
| Sport                        | –        | –        | –        | –         | –         | –    | –    | –         | –        | –      | –      | –      | –               | 1       | –            | –       | 1     |
| Palmeiras                    | –        | –        | –        | –         | –         | –    | –    | –         | –        | –      | –      | –      | –               | 1       | –            | –       | 1     |
| Atlético Mineiro             | –        | –        | –        | –         | –         | –    | –    | –         | –        | –      | –      | –      | –               | 1       | –            | –       | 1     |
| Goiás                        | –        | –        | –        | –         | –         | –    | –    | –         | –        | –      | –      | –      | –               | 1       | –            | –       | 1     |
| Sel. São Francisco do Conde  | –        | –        | –        | –         | –         | –    | –    | –         | –        | –      | –      | –      | –               | –       | 1            | –       | 1     |
| Athletico Paranaense         | –        | –        | –        | –         | –         | –    | –    | –         | –        | –      | –      | –      | –               | –       | –            | 1       | 1     |